# Ано, Габриэль
Габриэ́ль Ано́ (фр. Gabriel Hanot; 6 ноября 1889, Аррас — 10 августа 1968, Ванганбур-Анганталь) — французский футболист, игрок сборной Франции, известный спортивный журналист, редактор французских изданий France Football и L’Equipe. Ему принадлежит идея организации общеевропейского турнира по футболу с участием сильнейших клубов.
15 декабря 1954 года Ано опубликовал материал под названием «Предлагаем футбольный кубок Европы». Поводом для публикации стала вышедшая незадолго до этого статья в лондонской Daily Mail. В ней сильнейшим клубом мира на основании побед в товарищеских матчах над венгерским «Гонведом» и советским «Спартаком» был назван английский «Вулверхэмптон Уондерерс». Габриэль Ано задается риторическим вопросом: как бы англичане сыграли с этими командами в Будапеште и Москве? Инициатива Ано получила поддержку других французских изданий — так началась масштабная кампания за проведение общеевропейского турнира.